# L'anarchico e il diavolo fanno cabaret
L'Anarchico e il Diavolo fanno cabaret è un romanzo di Norman Nawrocki. L'opera, un diario del tour in nove Paesi europei dei  Rhythm Activism, fu pubblicato per la prima volta in Canada nel 2003. In Italia il libro uscì nel 2007.

## Trama
Headless, I, too, walked in this strange new land.»
(Norman Nawrocki)
L'Anarchico e il Diavolo racconta, con umorismo, la storia di questo tour europeo. Contemporaneamente viaggio e diario personale, svela la parte nascosta della scena musicale indipendente, dove la cultura è ribellarsi.
Oscillante tra realtà e finzione, L'Anarchico e il Diavolo include ventitré leggende metropolitane di coloro che rappresentano il nuovo volto dell'Europa: i disoccupati che sognano giorni migliori, gli immigrati, gli emarginati, giovani o vecchi, che vivono nelle tenebre. In un mondo globalizzato, queste persone riflettono un'Europa in fase di transizione, caratterizzata da tensioni razziali e politiche, vecchie e nuove, tra Oriente e Occidente, il futuro di rivalità e le cicatrici del passato. 

## Edizioni
- Norman Nawrocki, The Anarchist and the Devil Do Cabaret, Toronto, Back Rose Books, 2003,  pp. 192 pp., ISBN 1-55164-204-2.
- Norman Nawrocki, L’Anarchiste et le diable. Voyages, cabarets et autres récits, traduzione di Claude Brouillard, Montréal, Lux, 2006,  pp. 303 pp., ISBN 2-89596-026-7.
- Norman Nawrocki, L'Anarchico e il Diavolo fanno cabaret, traduzione di Giampiero Cordisco, collana Fuori (n. 1), Editrice il Sirente, Fagnano Alto, 2007,  pp. 272 pp, ISBN 978-88-87847-11-6.